# Empty Words
Empty Words är det spanska progressiva power metal-bandet Elderdawns debutalbum. Albumet utgavs 2009 av skivbolaget Santo Grial Records.

## Låtlista
1. "Redemption" – 9:27
2. "Passion" – 4:51
3. "Final Chapter" – 5:02
4. "My Own Torture" – 5:30
5. "Nema, Empty Words" – 5:44
6. "Almost Human" – 7:24
7. "Covenant of Last Awake" – 5:32
8. "Illeven Blood" – 6:19
9. "Lycantr-hope" – 6:19
10. "Zombie" (The Cranberries-cover) – 4:22
11. "Passion" (spansk version) – 4:51

## Medverkande
Musiker (Elderdawn-medlemmar)
- Juanpa Pérez (Evilead) – sång, gitarr
- Miguel Ferrero Marquez (Miguel Commander) – basgitarr
- Eduardo Olmos Jimenez (Headcrusher) – trummor
- Juan José Alcaraz (J.J. Crack) – gitarr

Bidragande musiker
- Manuel Ávila, David Infantes – keyboard
- Paula Pineda – cello

Produktion
- JJ Crack – producent, ljudtekniker
- Carlos Ibañez, Fernando Gallardo – ljudtekniker
- Juanjo Alcaraz – ljudmix
- DElevit (Dimitri Elevit) – omslagskonst